# Doense-Vebbestrup Idrætsforening
Doense-Vebbestrup IF er en idrætsforening fra landsbyerne Øster Doense og Vebbestrup. Klubben omfatter en bred række sportsafdelinger der tilbyder fodbold, håndbold, gymnastik, badminton, billiard og petanque.

## Anlæg
DVIF råder over indendørsfaciliteter i det der kaldes Multiforum, i Vebbestrup. Samt så rådes der over Tinghøj Idrætsanlæg syd for Øster Doense. I kælderen af sidstnævnte faciliteter tilbydes der Billiard. Samt så lejes Tinghøjs lokaler ud til arrangementer.